# Lejre Museum
Lejre Museum er et kulturhistorisk museum i Gammel Lejre på Midtsjælland Museet er afdeling af Roskilde Museum. Museet i Lejre præsenterer hele Lejre Kommunes historie fra oldtiden til nutiden.
Lejre Museums faste udstilling beskriver områdets historie ved hjælp af genstande, landskabsmodeller og interaktive medier. Udstillingens design er udviklet af kunstnerparret Maja Lisa Engelhardt og Peter Brandes, og kunstværker indgår i udstillingen sammen med de historiske genstande. Derudover har Lejre Museum skiftende særudstillinger.
Museets hovedbygningen Hestebjerggård fremstår som et fint eksempler på en gård fra 1800-tallet og den endnu ældre Gl. Kongsgård (der ligger 200 m nord for Hestebjerggård) er fra omkring år 1700.